# シャルル・ミシェル
シャルル・イヴ・ジャン・ギスレーヌ・ミシェル（フランス語: Charles Yves Jean Ghislaine Michel、1975年12月21日 - ）は、ベルギーの政治家。ベルギー王国首相（第69代）、欧州理事会議長（第3代）などを歴任した。改革運動の所属である。

## 来歴

### 生い立ち
1975年12月21日にナミュールに誕生した。ルイ・ミシェルとマルティーヌ・ミシェルの子。弟にマテュー・ミシェルがいる。16歳の時に新たに設立されたジョドワーニュ青年自由改革派連合に加入する。まもなく会長となり、1992年から1999年まで務めた。1994年、18歳のとき、ブラバン・ワロン州議会選挙において、名簿最下位であったにもかかわらず4千票を獲得し、当選し州議会議員となった。翌年には州議会副議長に選出されている。1998年にはブリュッセル自由大学及びアムステルダム大学において法学士の学位を取得した。フランス語・オランダ語・英語を操る。

### 政治家として
1999年にミシェルは代議院議員に当選し、ダイオキシン調査委員会に所属した。2000年には、ジャン＝マリー・セヴランの後任として、ワロン地域政府の内務大臣に就任する。ミシェルは当時25歳で、ベルギー史上最年少の大臣となった。また、同年にはワーヴルの市議会議員に当選し、2004年には公営企業及び都市計画担当の助役となり、2年後の2006年には市長となった。2007年6月10日の連邦議会選挙において、ミシェルはブラバン・ワロン州選挙区で42,088票を獲得し、代議院議員に再選された。また、2004年からは改革運動(MR）のスポークスマンも務めた。

### 大臣
2007年12月21日からミシェルは第3次フェルホフスタット内閣、第1次ルテルム内閣、ファン・ロンパイ内閣および第2次ルテルム内閣において、開発協力大臣を務めた（なお大臣在職中は、ワーヴル市長としての職権は停止された）。
2009年6月の地域議会選挙における改革運動の敗北を受けて、ミシェルはディディエ・レンデルス党首の辞任を求め、ウィリー・ボルシュやエルヴェ・ジャマールらとともに「ルネサンス」グループに参加した。2010年の連邦議会選挙における更なる敗北を受け、レンデルスはついに党首を辞任し、ミシェルは党首選に立候補した。2011年1月28日、ミシェルは党首選に勝利し改革運動の党首に就任し、続く2月14日には大臣職を辞任した。

### 首相
2014年5月25日の連邦議会選挙後、6月25日にバルト・デウェーフェルによる組閣が失敗に終わると、6月27日にミシェルはフィリップ国王によって情報提供者に任命され、次いで7月22日には、新政権樹立のため、クリス・ペーテルスとともに組閣担当者に任命された。10月7日に新フラームス同盟・キリスト教民主フラームス・フラームス自由民主・改革運動の4党間で、中道右派による連立政権（「スウェーデン連立」あるいは中傷的に「カミカゼ連立」と呼ばれる）の樹立が合意され、ミシェルが首相として政権を率いることとなった。
続く10月11日にミシェルと閣僚らはフィリップ国王の前で就任宣誓を行った。ミシェル新首相は当時38歳で、戦後最年少の首相となった。同月、ベトナムのグエン・タン・ズン首相のベルギー訪問を受け会談した。
ミシェル政権は老齢年金の受給年齢の引き上げ・公共福祉予算の削減・企業の社会保険負担額の削減を提示しており、2014年11月にはこの政策に反対する労組を主体とした10万人を超えるデモも行われている。このデモの大部分は平穏に行われていたが、一部は暴徒化し警官隊の催涙ガスや放水により鎮圧されている。また、同年12月にはミシェルの地元であるナミュールで演説を行っている際に、政府の緊縮財政に反対する4人の女性からマヨネーズとフライドポテトをミシェルに浴びせ非難する抗議が行われ、女性4人は警備員に取り押さえられている。
2015年5月に初めてとなる来日により、天皇・皇后の招きによる懇談、ペーテルス副首相と共に日本触媒の池田全徳社長と会談、安倍晋三首相との首脳会談を行った。同会談では国際連合安全保障理事会の改革や、テロ対策に協力して対処することで同意がなされた。また、ミシェルは日本と欧州連合との経済連携協定（EPA）の交渉締結を2015年内に成立させることを目指しており、これに関する両国の協力も深めていくことが確認された。
2018年に国際連合の移民協定締結をめぐり連立政権内の足並みが乱れ、第1党で中道右派政党の新フラームス同盟が12月9日に連立政権を離脱した。ミシェルは内閣改造を行ったが過半数を失い、野党が不信任決議案を提出する構えを見せたため、先手を打って12月18日に首相辞任を表明した。2019年5月26日実施の総選挙後、10月27日まで首相として暫定政権を運営した。

### EU大統領
2019年7月2日、欧州連合（EU）首脳会議にて、欧州理事会議長（EU大統領）にミシェルを起用することが合意された。2022年3月24日には欧州理事会にて2期目が全会一致で承認され、任期は2024年11月30日までとなった。
2022年9月22日、来たる27日に実施予定の故安倍晋三国葬儀にミシェル大統領及び夫人がEU代表として参列することが、日本国外務省により発表された。
2024年1月6日、同年6月に予定される欧州議会選挙に立候補し、当選した場合は11月末までの任期を繰り上げて7月中旬に議長を辞任すると表明したが、同月中に撤回した。
- フィンランドのサンナ・マリン首相と（2020年2月6日）
- ウルズラ・フォン・デア・ライエン欧州委員会委員長と（2019年12月18日）
- 2022年4月20日、ウクライナのキーウを訪問し、ウォロディミル・ゼレンスキー大統領と会談した[31][32]。
- G7（第48回先進国首脳会議）に参加する（2022年6月26日 - 28日）

## 役職
- ジョドーニュ青年自由改革派連合会長（1992年 - 1999年）
- ブラバン・ワロン州議会議員（1994年 - 1999年）
- ブラバン・ワロン州議会副議長（1995年 - 1999年）
- 代議院議員（1999年 - 2000年、2004年 - 2007年）
- ワロン地域内務・公務員大臣（2000年 - 2004年）
- ワーヴル市議会議員（2000年 - 2004年）
- ワーヴル市助役（2004年 - 2006年）
- ワーヴル市長（2006年 - ）
- 開発協力大臣（2007年12月21日 - 2011年2月14日）
- 改革運動党首（2011年2月14日  - 2014年10月10日、2019年2月18日 - ）
- 首相（2014年10月11日 - 2019年10月27日）
- 欧州理事会議長（2019年12月1日 - 2024年11月30日）

## 勲章
- レオポルド勲章（フランス語版）コマンドゥール